# Egipski Dżihad
Egipski Dżihad Islamski – islamska organizacja terrorystyczna.

## Charakterystyka
Egipski Dżihad Islamski prowadzi działalność od końca lat 70. Jego głównym celem jest obalenie rządu w Kairze. Składa się z luźno powiązanych grup, tzw. ankud. Jedna z nich (Tanzim al-Dżihad) dokonała udanego zamachu na prezydenta Sadata w październiku 1981 r., inna wywołała powstanie w Asjucie, opanowując miasto w dniach 9-13 października 1981 r.
Na czele Egipskiego Dżihadu stał Ajman az-Zawahiri, uważany za bliskiego współpracownika Usamy ibn Ladina. Szejk Umar Abd ar-Rahman, skazany za udział w spisku, który doprowadził w lutym 1993 do zamachu bombowego na World Trade Center, był duchowym przywódcą tego ugrupowania.
Ugrupowanie organizuje zamachy na przedstawicieli władz egipskich oraz ataki na obiekty egipskie i amerykańskie. Ma ono swoje odgałęzienia w Egipcie, Afganistanie, Jemenie, Pakistanie, Sudanie, Libanie i Wielkiej Brytanii.